# Jacob Clemens non Papa

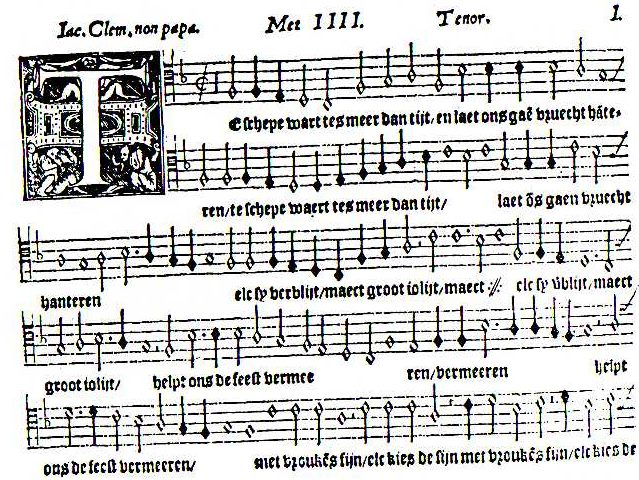
Trecho da parte do tenor da chanson polifônica Te Schepe Wart, de Jacobus Clemens non Papa. Nieuwe Duytsche Liedekens, met III. IIII. V. VI. ende VIII. partyen. Maastricht: Jacob Baethen, 1554

Jacobus Clemens non Papa (talvez Jacques Clément ou Jacob Clemens non Papa) (c. 1510 a 1515 – 1555 ou 1556) foi um compositor flamengo do Renascimento, da escola franco-flamenga. Prolífico, compôs em grande número de estilos e foi célebre principalmente por suas harmonizações polifônicas de salmos em neerlandês (souterliedekens)

O epíteto "non Papa" aparece da partir de 1546, notadamente na coletânea de motetos publicada por Tielman Susato. Há várias hipóteses sobre esse acréscimo ao nome do compositor: segundo uma delas, teria sido uma ideia do editor Susato, para distinguir o compositor do seu contemporâneo, o papa  Clemente VII. Segundo uma outra  hipótese, a intenção era evitar confusão com o poeta Jacobus Papa, originário de Ypres. Finalmente, especula-se também que a adição reflita simpatias pelo protestantismo.. 

## Gravações
- Clemens non Papa, Priest And Bon-vivant, Capilla Flamenca, La Caccia, Joris Verdin e Jan Van Outryve, 2005 (KTC 1287)